# Start Today
Start Today è il primo album di studio del gruppo hardcore punk statunitense Gorilla Biscuits, pubblicato nel 1989 da Revelation Records.
I Fall Out Boy hanno eseguito una cover della title track per il videogame Tony Hawk's American Wasteland.

## Tracce
1. New Direction - 2:29
2. Stand Still - 2:08
3. Degradation - 1:35
4. Good Intentions - 0:29
5. Forgotten - 1:32
6. Things We Say - 1:42
7. Start Today - 2:04
8. Two Sides - 2:04
9. First Failure - 1:40
10. Competition - 2:04
11. Time Flies - 1:45
12. Cats And Dogs - 1:36
13. Sitting Around At Home (Buzzcocks) - 1:43
14. Biscuit Power - 1:24

## Formazione[3]
- CIV - voce
- Alex Brown - chitarra
- Walter Schreifels - chitarra
- Arthur Smilios - basso
- Luke Abbey - batteria
- Gorilla Biscuits - produttore, design
- Don Fury - produttore
- B.J. Papas - fotografia
- Lisa - fotografia
- Nicole - fotografia
- Theresa - fotografia
- David Bett - design